# Чемпіонат Швеції з бенді 1919
 Чемпіонат Швеції з бенді: 1919 — 13-й сезон турніру з хокею з м'ячем (бенді), який проводився за кубковою системою. 
Переможцем змагань став клуб  ІФК Уппсала.

## Турнір

### Чвертьфінал
- ІК «Сіріус» (Уппсала) - ІФ «Ліннеа» (Стокгольм)  7-2
- «Гаммарбю» ІФ (Стокгольм) -  ІФК Уппсала  0-11
- ІК «Йота» (Стокгольм) - Вестерос СК  3-0
- ІФК Стокгольм - «Марієбергс» ІК (Стокгольм)  0-5

### Півфінал
- ІК «Сіріус» (Уппсала) -  ІФК Уппсала  2-7
- ІК «Йота» (Стокгольм) - «Марієбергс» ІК (Стокгольм)  2-1

### Фінал
16 лютого 1919, Стокгольм
- ІФК Уппсала - ІК «Йота» (Стокгольм)  8-2